# Tadeusz Szmyt
Tadeusz Szmyt (ur. 28 października 1933 w miejscowości Podrzewie k. Szamotuł, zm. 24 sierpnia 2020 w Ostrowie Wielkopolskim) − polski duchowny katolicki.

## Życiorys
Urodził się w dniu swojego patrona w małej wiosce, w powiecie szamotulskim. Jego ojciec był powstańcem wielkopolskim i uczestnikiem wojny polsko-bolszewickiej. Tadeusz Szmyt, będąc w klasie ósmej, został aresztowany w 1949 przez MO za zerwanie afiszy pierwszomajowych i osadzony na pięć dni w piwnicach budynku UB w Międzychodzie. Po wyjściu z aresztu został wydalony ze szkoły. Uczęszczał do Niższego Seminarium Duchownego w Ostrowie Wielkopolskim i Wolsztynie. Studiował w Arcybiskupim Seminarium Duchownym w Poznaniu, gdzie 28 czerwca 1959 roku przyjął święcenia kapłańskie z rąk ks. arcybiskupa Antoniego Baraniaka. Był wikariuszem w Śremie, Grodzisku Poznańskim, Pniewach, Rawiczu i Poznaniu. W 1971 został proboszczem w Lechlinie, a w 1976 – w parafii św. Antoniego Padewskiego w Ostrowie Wielkopolskim. W latach 1992–2012 pracował na rzecz diecezji kaliskiej pełniąc funkcję wikariusza generalnego, a potem biskupiego. W 1987 mianowany prałatem, a w 1995 – infułatem. W 2002 został Honorowym Obywatelem Miasta Ostrowa Wielkopolskiego. Od 2011 na emeryturze. 
Zainicjował budowę m.in. Domu Katechetycznego im. Jana Pawła II przy parafii św. Antoniego oraz kościoła Najświętszego Zbawiciela w Ostrowie. 
Działacz społeczny. Doprowadził do powstania w Ostrowie m.in. Stacji Opieki Caritas, zorganizował Telefon Zaufania, działał na rzecz profilaktyki uzależnień (Ośrodek Apostolstwa Trzeźwości).
Zmarł w wieku 87 lat w Ostrowie Wielkopolskim. Uroczystości pogrzebowe odbyły się w kościele pw. św. Antoniego Padewskiego. Został pochowany na cmentarzu parafialnym przy ul. Bema 29 sierpnia 2020 roku.